# Giovanni Alessandro Brambilla
Giovanni Alessandro Brambilla, barone di Carpiano (San Zenone al Po, 15 aprile 1728 – Padova, 30 luglio 1800), è stato un anatomista, patologo e medico italiano.
Fu medico di corte dell'imperatore Giuseppe II, nonché innovatore della didattica chirurgica presso la Josephs Akademie.

## Biografia

### Famiglia e formazione
Nato il 15 aprile 1728 a San Zenone al Po, da un'antica famiglia della nobiltà decurionale lombarda risalente al XV secolo, compì i primi studi sotto la guida di un sacerdote. Frequentò poi l'Università degli Studi di Pavia, nel quinquennio 1747-52, come studente della Facoltà di Medicina.

### Gli inizi dell'attività medica
Iniziò la sua attività professionale come medico presso l'ospedale San Matteo, sotto la guida di Geronimo Grazioli e di Baldassarre Beretta Della Torre, entrambi professori dell'università. Nel 1752 si arruolò nell'Imperial Reggimento di fanteria di Hagenbach e cinque anni dopo superò, all'Università di Vienna, l'esame per la promozione a chirurgo maggiore. In quello stesso anno iniziava la Guerra dei sette anni, che permise a Brambilla di dimostrare le proprie capacità; in particolare si mise in luce per l'esito felice di due operazioni, l'una condotta su una nobildonna viennese, l'altra sul comandante del suo reggimento. Così racconta un suo biografo:

### Medico dell'Imperatore Giuseppe II

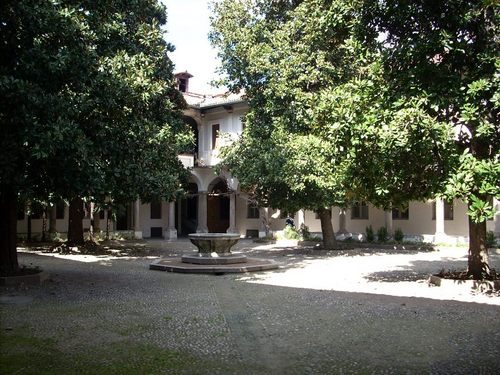
Ospedale Grande San Matteo della pietà, Pavia

La sua notorietà crebbe a un livello tale che nel 1763 divenne, sempre a Vienna, medico della Guardia nobile del corpo delle loro maestà imperiali: Maria Teresa d'Austria e Francesco I. L'anno seguente fu nominato chirurgo personale di Giuseppe II d'Asburgo-Lorena, quando egli era ancora erede al trono d'Austria. Nel 1764 divenne medico personale dell'arciduca Pietro Leopoldo, dal quale si separò a causa della nomina dello stesso a Granduca di Toscana; Brambilla, infatti, rimase a Vienna per volontà del nuovo imperatore Giuseppe II. Salito al trono, il nuovo sovrano compì una serie di viaggi per prendere coscienza delle condizioni dei servizi sanitari dei paesi appartenenti alla monarchia asburgica; Brambilla lo accompagnò in veste di chirurgo della persona e questa fu un'occasione in cui l'imperatore poté apprezzarne la competenza.

Frontespizio di Instrumentarium chirurgicum militare Austriacum di Giovanni Alessandro Brambilla (Vienna, 1782)

Forte della stima del sovrano, Brambilla fu nominato Chirurgo supremo di stato maggiore nel 1778 e nell'anno successivo Sovraintendente unico del servizio sanitario militare; fu inoltre l'ispiratore delle riforme giuseppine riguardanti l'assistenza ospedaliera alle partorienti, all'infanzia e alla vecchiaia; si dedicò all'elaborazione di riforme in campo medico e, in particolare, in ambito chirurgico. A Vienna istituì la Josephs Akademie, una scuola di chirurgia presso l'ospedale nel quale praticava la sua professione; inoltre scrisse Instrumentarium chirurgicum militare Austriacum, un trattato sulla chirurgia, che venne pubblicato nel 1780 in lingua tedesca e nel 1782 in lingua latina.  Pubblicò anche Storia delle scoperte storico-mediche-anatomiche fatte dagli uomini illustri italiani (1780), al fine di mettere ordine sul progresso scientifico del nostro Paese a partire dal Medioevo; tuttavia si arrestò agli inizi del ‘600 a causa dell'imponente mole di lavoro e di ricerca.
Nel 1784 Brambilla ottenne dall'imperatore Giuseppe II, come riconoscimento dei suoi meriti, per sé e per i suoi discendenti, i titoli di conte palatino, barone, nobile del S.R.I., cavaliere ereditario e il feudo di Carpiano.
La morte dell'imperatore (1790) comportò il declino della figura di Brambilla: inviso a numerosi membri della corte, egli chiese al nuovo imperatore di essere rimosso dagli incarichi avuti. Si ritirò dapprima nei suoi possedimenti di Carpiano e successivamente a Pavia. Cercò di ritornare a Vienna dopo la battaglia di Marengo, ma durante il viaggio fu colto da una peritonite e morì a Padova il 30 luglio del 1800.

## Contributi in ambito chirurgico

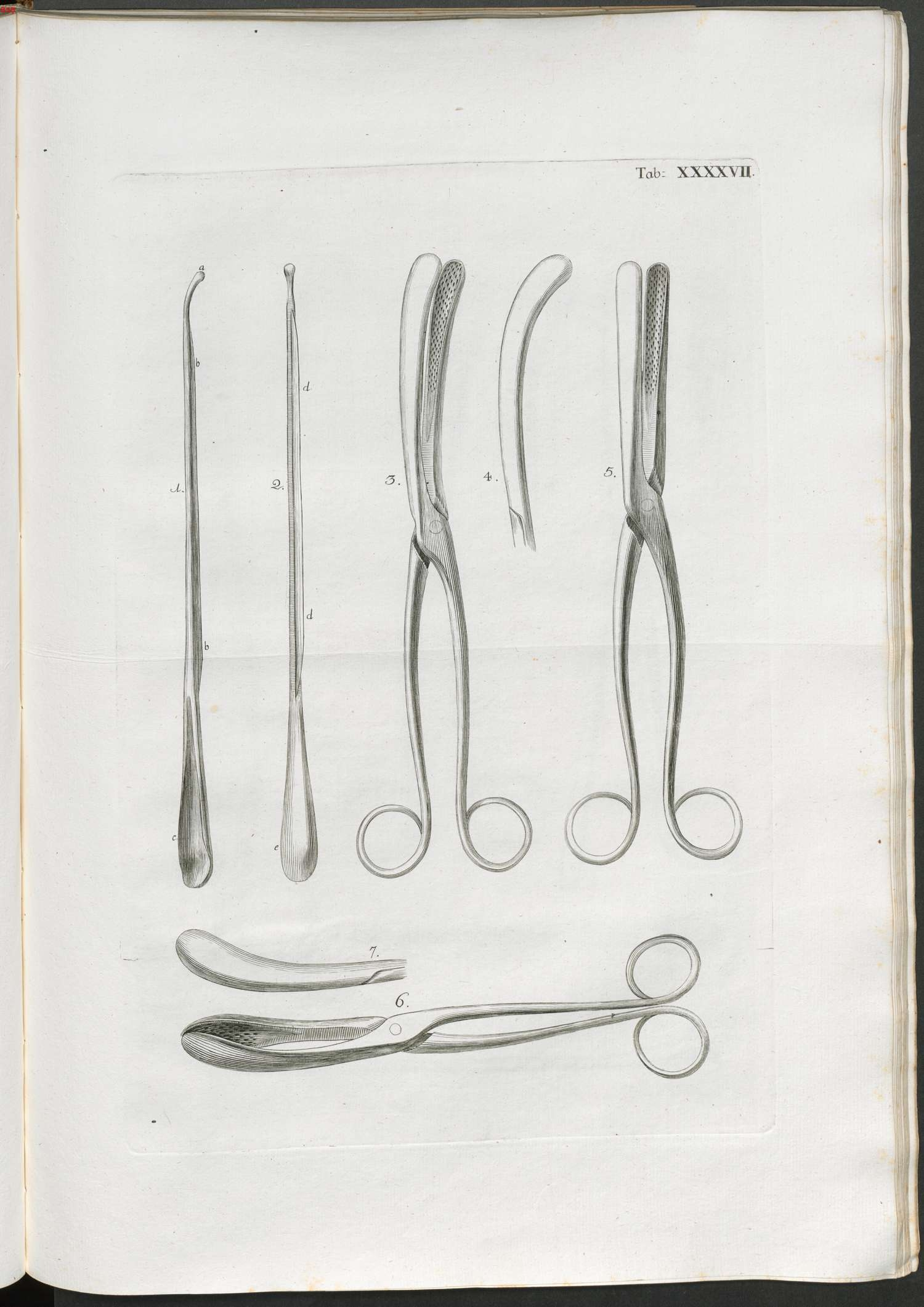
Forcipi raffigurate ne Instrumentarium chirurgicum militare Austriacum

### Preminenza della chirurgia sulla medicina
Brambilla si adoperò nel tentativo di migliorare la chirurgia, con particolare riguardo alla chirurgia militare. Egli sosteneva la superiorità della chirurgia rispetto alla medicina, potendo la prima risolvere delle situazioni per le quali la seconda era assolutamente impotente; di conseguenza si dedicò al miglioramento della chirurgia militare, la quale godeva di pessima fama essendo affidata ai cosiddetti sottochirurghi. Quest'ultimi erano generalmente privi di ogni cultura medica e cognizione anatomica.
Brambilla, infatti, sosteneva:

### Istituzione dellaJosephs Akademie
Al fine di promuovere l'elevazione tecnica, culturale e sociale dei chirurghi, fu istituita a Vienna la scuola chirurgica militare denominata Josephs Akademie (o Josephinum), in onore del sovrano Giuseppe II. Essa assurse rapidamente alla dignità di un'istituzione universitaria: l'imperatore non tardò a conferirle gli stessi diritti delle università dell'Impero, compresa la facoltà di rilasciare diplomi di maestro o dottore in chirurgia, che comportavano la libera pratica "in ogni luogo, così nel civile, come nel militare".

#### Didattica
L'insegnamento veniva impartito a due livelli:
- il corso semestrale prevedeva la frequenza della sala incisoria, in modo tale che gli allievi potessero apprendere i rudimenti di chirurgia e nosologia, e lo svolgimento di un corso elementare teorico di anatomia. Al termine del corso semestrale gli studenti erano sottoposti a un esame che, se superato, permetteva il passaggio all'armata come sottochirurgo.
- il corso biennale, impartito da cinque professori di materie cliniche, assegnava il diploma di dottore in chirurgia previo superamento di un rigoroso esame.

##### L'importanza del latino nell'insegnamento
Era obbligatoria la conoscenza del latino da parte del chirurgo, e questa costituiva per i tempi la prova più tangibile dell'equiparazione del chirurgo con il medico (attualmente sfociata nella laurea in "Medicina e chirurgia"). Brambilla era infatti particolarmente convinto dell'importanza di tale lingua; queste le sue parole:

#### Acquisizione delle cere anatomiche fiorentine
Brambilla curò molto gli scambi di carattere chirurgico tra Vienna e Firenze e ottenne delle copie esatte delle cere anatomiche eseguite da ceroplasti fiorentini, le quali furono destinate all'Accademia stessa. Tali copie furono create, sotto la supervisione dell'anatomista Paolo Mascagni, da alcuni ceroplasti fiorentini diretti da Felice Fontana tra il 1784 e 1788. Questa collezione di cere anatomiche includeva 1190 pezzi, che rappresentavano i legamenti, i muscoli, il cuore, i vasi sanguigni e linfatici, i visceri, il cervello, il midollo spinale e il feto in varie fasi dello sviluppo. Attualmente essa occupa sei sale del museo del Josephinum di Vienna.

### L'armamentario chirurgico

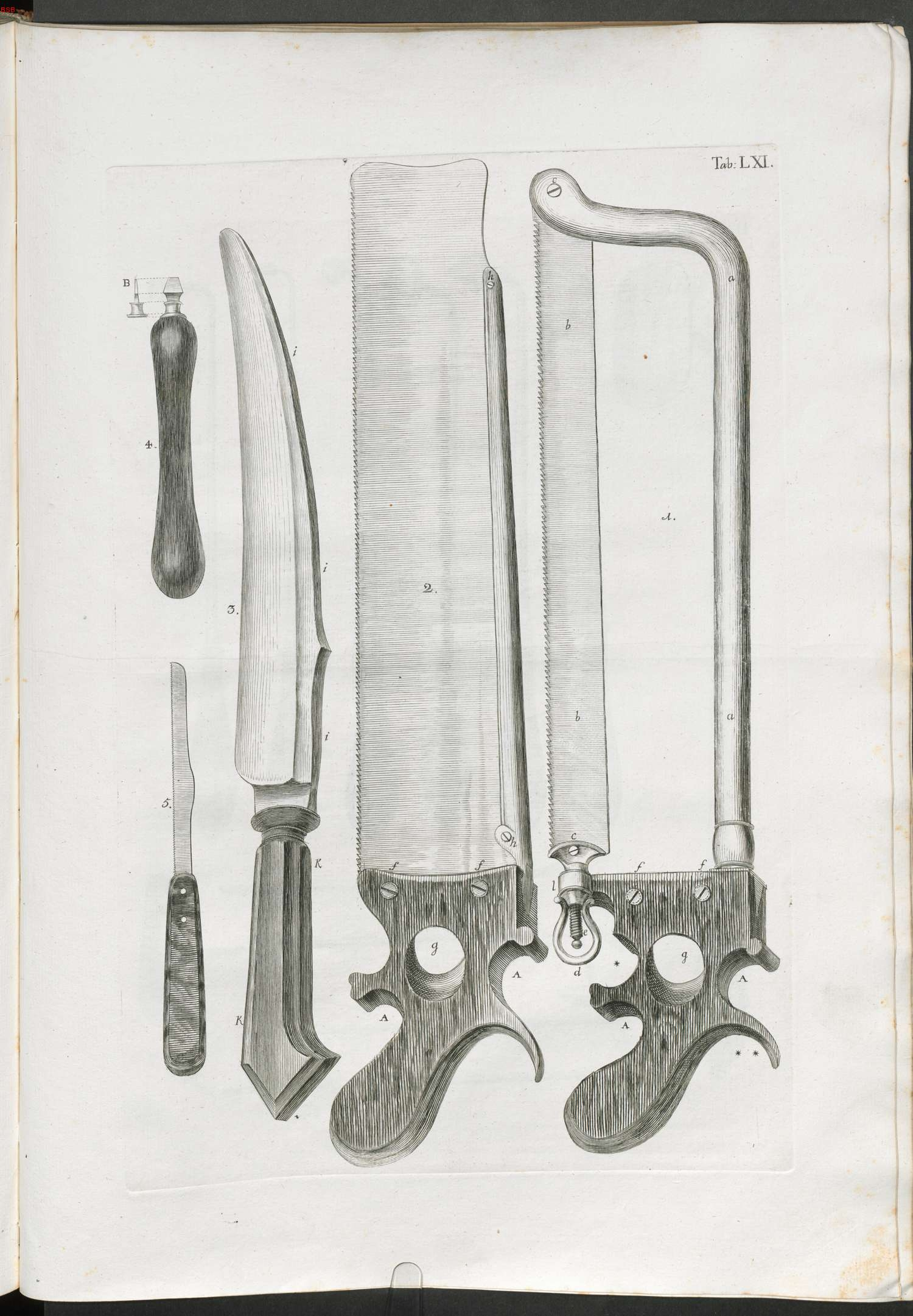
Strumenti per amputazioni raffigurati ne Instrumentarium chirurgicum militare Austriacum

Un'altra delle imprese del Brambilla fu quella di mettere ordine nell'armamentario chirurgico; egli tentò di migliorare la conoscenza dei chirurghi dal punto di vista tanto teorico quanto pratico. La sua opera di maggior prestigio fu Instrumentarium chirurgicum militare Austriacum, pubblicata in lingua tedesca nel 1780 e in lingua latina nel 1782. L'opera consta di sessantasette tavole, con raffigurazioni di strumenti usati dai chirurghi militari austriaci. Tali tavole rappresentavano gli strumenti a dimensione naturale e riportavano la spiegazione di come e in quale situazione utilizzarli. Nell'introduzione dell'opera Brambilla passava in rassegna le forme morbose suscettibili di trattamento chirurgico, elencando i vari tipi di intervento con notizie storiche sui loro inventori e frequenti riferimenti alla propria esperienza clinica.
Allo stesso tempo Brambilla fece costruire dal coltellinaio Joseph Malliard gli strumenti chirurgici raffigurati nelle tavole del suo libro: per la prima volta gli aspiranti chirurghi potevano cimentarsi con strumenti quali forcipi ostetrici o aghi per interventi sul cristallino, sino ad allora tenuti gelosamente nascosti. Attualmente questo armamentario è conservato a Firenze presso il Museo Galileo, a Pavia presso l'università e a Vienna presso Istitut fur Geschichte der Medizin

## Riforma dell'Ateneo di Pavia

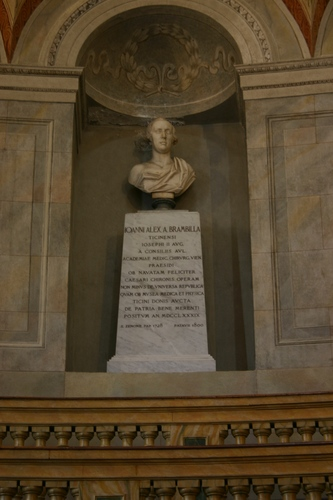
Busto del medico Giovanni Alessandro Brambilla presente nell'Aula Scarpa nell'Università di Pavia

L'incidenza della riforma teresiano-giuseppina ispirata da Brambilla è ben visibile nell'evoluzione subita dall'ateneo di Pavia. Se la didattica medica prima del suo interessamento era ancorata ai canoni più tradizionali, quali i precetti di Ippocrate e Galeno, alla morte di Brambilla l'Ateneo aveva interamente cambiato volto: esso era diventato una delle più qualificate università europee. In tale periodo l'imperatore Giuseppe II e Maria Teresa d'Austria, in stretto contatto con Brambilla, ordinarono l'attuazione di una serie di riforme: al Piano di direzione, disciplina ed economia dell'università di Pavia (1771) fece seguito il Piano scientifico del 1773, il quale doveva servire “di scorta e direzione ai professori per dirigere la pubblica istruzione nelle scienze”. Tali piani riformatori miravano all'attuazione del modello di didattica medica proposto da Marcello Malpighi con il De recentiorum medicorum studio. Il Piano degli studi per la Facoltà Medica dell'Università di Pavia del 1785, voluto da Giuseppe II, contribuì a migliorare ulteriormente tale ateneo. Brambilla ebbe inoltre il merito di affidare la cattedra di anatomia e chirurgia dell'Ateneo ad Antonio Scarpa nel 1783; per tale insegnamento fu inaugurata un'apposita aula, oggi detta Aula Scarpa, in cui è conservato il busto del Brambilla.

## Opere principali[19]
- Riflessioni fisico-medico chirurgiche in risposta ad una lettera del cerusico sig. Angelo Nannoni ed alle nuove osservazioni cerusiche del sig. Giuseppe Bianchi dove si parla del metodo di trattare diverse malattie chirurgiche, dell'uso ed abuso della posca, della fila, e di altri punti importanti di chirurgia. In Milano, Appresso G.Galeazzi, 1769
- Lettura critica del chirurgo Gianalessandro Brambilla in cui si scioglie la questione se le infiammazioni, e le gangrene si debbano abbandonar alla natura sola, o debbano essere soccorse dall'arte medica. Al signor Don Giovanni Vivenzio, Dottore di Filosofia, e Medicina in Napoli. In Milano, Appresso G.Galeazzi, 1769
- Trattato chirurgico pratico sopra il flemmone ed il suo esito, ed altri punti importanti di chirurgia. In Milano, Appresso G.Galeazzi, 1777 v. 2
- Storia delle scoperte storico-mediche-anatomiche fatte dagli uomini illustri italiani. Milano, Nell'Imperial Monistero di S.Ambrogio Maggiore, 1780-1782
- Instrumentarium chirurgicum militare Austriacum, Litteris Schmidtianis, 1782
- Orazione sulla preminenza ed utilità della Chirurgia recitata dal Cav. Gio. Alessandro Brambilla nel solenne aprimento della nuova Cesarea Regia Accademia Medico-Chirurgica di Vienna. Nell'anno 1785 il giorno di Ottobre. Tradotta dal latino nella nostra volgar favella da Francesco Buzzi Caporale nell'Ospedale Maggiore di Milano. In Milano, Appresso G.Galeazzi, 1787.
- Modo di richiamare alla vita i soffocati dai vapori meffitici, di soccorrere gli annegati, e di curare la morsicatura del cane arrabbiato. In Milano, Presso L. Veladini, 1790.
- Dissertazione I. Sopra il fungo dell'articolazione del ginocchio. In: Dissertazioni medico-chirurgico-pratiche estratte dagli atti della R. I. Accademia Gioseffina e tradotte dal dr. Luigi Careno, coll'aggiunta di alcune note. Vienna, Presso la Società Tipografica, 1790. p. 1-84
- Dissertazione II. Sopra la colica saturnina. In: Dissertazioni medico-chirurgico-pratiche estratte dagli atti della R. I. Accademia Gioseffina e tradotte dal dr. Luigi Careno, coll'aggiunta di alcune note. Vienna, Presso la Società Tipografica, 1790, p. 85-120.
- Trattato chirurgico pratico sopra le ulcere delle estremità inferiori, Milano, Nell'Imperial Monistero di S.Ambrogio Maggiore, 1793